# Хартли (Делавэр)
Хартли (англ. Hartly) — город в округе Кент в штате Делавэр США. По данным переписи 2020 года, численность населения составляла 73 человека.

## Население
| 2010 | 2020 |
| ---- | ---- |
| 74   | ↘73  |